# Lola Van Guardia
Lola Van Guardia, en catalan : Lola Van Guàrdia, (Barcelone, 1955) est le nom de plume de l'écrivaine espagnole Isabel Franc.

## Biographie
Enfant, elle a déjà la réputation d'écrire des textes érotiques. Après des études de psychologie, elle devient professeur d'espagnol en 1979, puis travaille à partir de 1984 avec des enfants sourds, obtenant en 1990 un diplôme de spécialiste des troubles du langage et de l'audition.
Elle commence une carrière d'auteur érotique sous son vrai nom, Isabel Franc, frôlant le Prix du Sourire Vertical qui récompense en Espagne une œuvre érotique. À partir de 1997, elle publie sous le pseudonyme de Lola Van Guardia une trilogie de romans policiers décrivant avec humour le milieu lesbien de Barcelone, avec des personnages désopilants : l'écrivaine Adelaida Duarte, la journaliste vedette Tea de Santos, l'ardente Nati Pescador, Karina et son bar, le Gay Night, Rita Padilla et Neus Deus, et les associations rivales : le GLUP (Groupe de Lesbiennes Unies et Pionnières), l'ALI (Allégresse Lesbienne Indépendante), etc.

## Œuvres
- Con Pedigree, 1997 ; L'Inavouable Secret de Karina, 2002 (traduit par Caroline Lepage).
- Plumas de doble filo, 1999 ; Dix Petites Oies blanches, 2003 (traduit par Caroline Lepage).
- La Mansión de las Tríbadas, 2002 ; Piétinez pas le gazon !, 2004 (traduit par Caroline Lepage)

Sous le nom d'Isabel Franc
- Entre todas las mujeres, 1992.
- No me llames cariño, 2004.
- Otras voces, recueil de nouvelles de diverses auteures, nouvelle intitulée  Como decirselo ; Pars avec elles, nouvelle intitulée  Comment le lui dire, 2004 (traduit par Caroline Lepage).
- Las razones de Jo, 2005